# Renate Heldt
Renate Heldt (* 2. April 1944 in Schreiberhau) ist eine ehemalige Leichtathletin aus der DDR.

## Sportliche Karriere
Renate Heldt startete für den TSC Berlin. Bei den DDR-Hallenmeisterschaften 1967 gewann sie den Sprint über 55 Meter. Im gleichen Jahr siegte sie bei den Freiluftmeisterschaften im 100-Meter-Lauf. Dabei stellte sie am 28. Juli 1967 in Halle ihre Bestleistung über 100 Meter mit 11,4 s auf. Die Zeit bedeutete damals DDR-Rekord.
Bei den Europameisterschaften 1966 in Budapest lief die 4-mal-100-Meter-Staffel mit Ingrid Tiedtke, Ursula Böhm, Christina Heinich und Renate Heldt in 45,3 s auf den fünften Platz. Bei den Europäischen Hallenspielen 1968 in Madrid, dem Vorläuferwettbewerb der Halleneuropameisterschaften, belegte Heldt den sechsten Platz über 50 Meter.